# Politika rezova
Mjere štednje ili politika rezova je za naziv za mjere gospodarske politike koje određena država poduzima s ciljem popraviti vlastitu gospodarsku ili fiskalnu situaciju, najčešće uzrokovanu dugoročno neodrživim budžetskim deficitom, odnosno nedostatkom budžetskih prihoda koji bi pokrili rashode. 
Te mjere mogu biti usmjerene na povećanje prihoda kroz povećane stope poreza,  carine, administrativnih tarifa i sl. ali i na smanjenje rashoda kroz umanjivanje ili ukidanje mirovina, plaća državnih službenika, socijalne pomoći za invalide i nezaposlene, poljoprivrednih i industrijskih subvencija, javnih usluga i sl. U oba slučaja se te mjere negativno odražavaju na opći životni standard velikog ili najvećeg dijela stanovništva, te su u pravilu nepopularne i većina vlada u suvremenim demokratskim državama ih nastoji izbjeći, ublažiti ili ograničiti dokle god je to moguće. 
Globalna gospodarstvena kriza koja je započela krajem 2000-ih potakla je brojne vlade širom svijeta na provođenje oštrih mjera štednje, često izazivajući oštre i nasilne reakcije velikih dijelova pučanstva.

## Vanjske poveznice
- Video: Richard Koo debates Kenneth Rogoff about the need for austerity, Institute for New Economic Thinking
- Joseph Stiglitz : „L’austérité mène au désastre“ Le Monde, intervju s Virginie Malingre, 22. svibnja 2010.